# Cnidoscolus urnigerus
Cnidoscolus urnigerus är en törelväxtart som först beskrevs av Ferdinand Albin Pax, och fick sitt nu gällande namn av Ferdinand Albin Pax. Cnidoscolus urnigerus ingår i släktet Cnidoscolus och familjen törelväxter. Inga underarter finns listade i Catalogue of Life.